# Adrenaline Mob
Az Adrenaline Mob progresszív metal supergroup. 2011-ben New Yorkban alakították Mike Portnoy (ex Dream Theater), Paul Di Leo (ex Nena), Russell Allen (ex Symphony X), Mike Orlando (ex Bumblefoot) és Rich Ward (ex Fozzy). Ward és Leo 2012 januárjában távoztak, új ritmusgitáros nem került a zenekarba, a basszusgitáros helyét John Moyer (ex Steve Kmak) foglalta el. Eddig két EP-t és egy LP-t adtak ki. A bemutatkozó videójuk stílusosan a Black Sabbath klasszikusának, a The Mob Rules című számnak a feldolgozása volt.
2013. június 6-án Portnoy az együttes Facebook-oldalán jelentette be, hogy már csak négy további koncerten játszik az Adrenaline Mobbal. Az év végén, december 3-án jelentette be hivatalosan az együttes, hogy az új dobos A. J. Pero (Twisted Sister), akivel a következő nagylemezt rögzítették.
A. J. Pero 2015. március 20-án elhunyt, így a zenekar ismét dobos nélkül maradt. A helyére beugróként ismét Mike Portnoy, Chad Szeliga és Johnny Kelly kerültek. 2017. július 14-én a zenekar kisbusza defekt miatt az országút szélén megállt, majd egy kisodródó kamion belecsapódott. A 2016-ban csatlakozó David Zablidowsky (ex Disturbed) basszusgitáros életét vesztette.

## Diszkográfia
- Adrenaline Mob EP (2011)
- Omertà (LP, 2012)
- Covertá (EP, 2013)
- Men of Honor (LP, 2014)